# Gornja Draguša
Gornja Draguša (cyr. Горња Драгуша) – wieś w Serbii, w okręgu toplickim, w gminie Blace. W 2011 roku liczyła 218 mieszkańców.